# Whitefish Bay
Whitefish Bay est un village du comté de Milwaukee, dans le Wisconsin, aux États-Unis.
Sa population était de 14 110 habitants au recensement de 2010.

## Personnalités liées à la localité
- Nick Bellore (joueur de la National Football League)
- Art Bues (en) (joueur en MLB (Ligue majeure de baseball)
- Craig Counsell (joueur et manager en MLB, a grandi à Whitefish Bay)
- Brad Courtney (en) (président du Republican Party of Wisconsin)
- Colleen Dewhurst (actrice, a habité à Whitefish Bay)
- Bernardine Dohrn (activiste politique / homme de loi)
- Jay Guidinger (en) (joueur en NBA)
- Julius P. Heil (en) (gouverneur du Wisconsin)
- Ed Hochuli (en) (referee en NFL)
- Jeffrey Hunter (acteur à Hollywood, a étudié à la Whitefish Bay High School (en))
- Frederick Isenring (en) (Wisconsin State Assemblyman)
- Kristen Johnston (actrice, a étudié à la Whitefish Bay High School (en))
- Jack Larscheid (en) (joueur de football professionnel)
- Niels Mueller (réalisateur et scénariste)
- Barbara Notestein (en) (Wisconsin State Assemblywoman)
- Caitlin O'Heaney (en) (actrice)
- Samuel Page (acteur)
- Mike Schneck (en) (joueur en NFL)
- Donald K. Stitt (en) (président du Republican Party of Wisconsin)
- Mike Tate (en) (président du Democratic Party of Wisconsin)
- Paul Michael Valley (en) (acteur)
- Dan Vebber (réalisateur et producteur pour la télévision)
- Chip Zien (acteur)
- Will Hagerup (football américain)